# Spinning Globe
Spinning Globe (地球儀?, Chikyūgi, lett. "Globo terrestre") è un singolo del cantante e cantautore giapponese Kenshi Yonezu, pubblicato il 26 luglio 2023 dalla SME Records e distribuito in download digitale e in due differenti edizioni fisiche in CD.
La canzone funge da sigla del film d'animazione di Hayao Miyazaki prodotto dallo Studio Ghibli Il ragazzo e l'airone, distribuito nei cinema nipponici il 17 luglio. Sul profilo Twitter ufficiale della casa discografica viene indicata come la centesima composizione pubblicata da Yonezu a suo nome.

## Composizione
Nel 2019 Miyazaki ascoltò alla radio Paprika, canzone del gruppo corale di bambini Foorin realizzata per le Olimpiadi di Tokyo dell'anno successivo, e se ne innamorò a tal punto da voler coinvolgere il compositore e produttore, il cantante Kenshi Yonezu, nella lavorazione del suo nuovo film, Il ragazzo e l'airone, il primo da Si alza il vento del 2013. Yonezu accettò, avviando un processo creativo durato circa quattro anni, nei quali egli fu spesso in contatto sia con il regista sia con il produttore Toshio Suzuki, i quali gli fornirono tutte le indicazioni e le opinioni necessarie, nonché lo storyboard, per realizzare il brano. Il musicista spiegò in questi termini la scrittura del brano:
La partecipazione alla pellicola di Yonezu venne tenuta strettamente segreta fino al giorno della distribuzione in sala della pellicola, il 14 luglio, coerentemente con la nuova strategia anti-promozionale dello Studio Ghibli di non diffondere alcuna informazione o immagine inerenti all'opera prima della sua uscita.

## Pubblicazione e distribuzione
Spinning Globe venne pubblicato un mese dopo Tsuki Wo Miteita / Moongazing e a circa un anno di distanza dal precedente tema musicale M87, che Yonezu aveva fatto per Shin Ultraman. Venne comunque eseguita in anteprima il primo e il due luglio alla Yokohama Arena durante il tour del cantante, Kusou, venendo presentata come un pezzo inedito senza tuttavia specificare altro. Il 17 luglio venne anticipato il processo di distribuzione.
La copertina del singolo è un ritaglio di un fotogramma non finito del film, scelto da Miyazaki. Vennero realizzate due differenti edizioni fisiche: una con una confezione morbida, mentre l'altra con una rigida, di colore verde muschio e con motivi tridimensionali di foglie e immagini di aironi; entrambe avevano, oltre al CD, un libro fotografico e una conversazione tra Yonezu e Suzuki.

## Video musicale

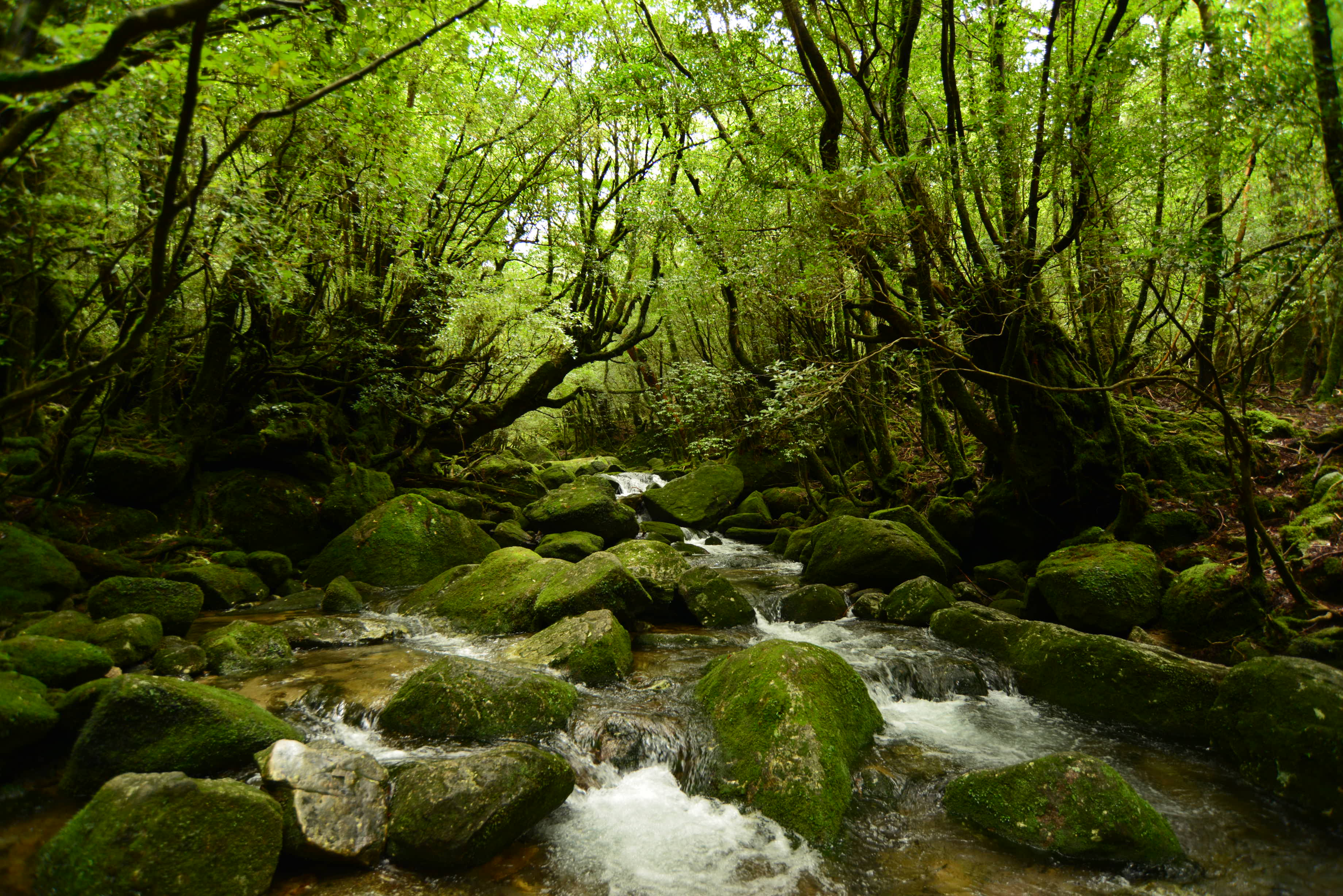
Una foresta dell'isola Yakushima, dove venne girato il videoclip di Spinning Globe

Hiroshi Okuyama diresse il videoclip ufficiale di Spinning Globe. Girato a Yakushima, venne pubblicato sul canale YouTube ufficiale di Yonezu il 26 luglio. Due giorni dopo, venne caricato un altro video di una conversazione tra il cantante e Masaki Suda, il doppiatore dell'airone grigio del film; i due avevano precedente collaborato insieme per la canzone del 2017 Haiiro to Ao (灰色と青?). Il 10 agosto fu pubblicato un terzo video, contenente la registrazione di un'esibizione a sorpresa del singolo al concerto finale del tour di Yonezu; all'inizio e alla fine sono presenti degli aironi, che volano perdendo dietro di sé delle piume, disegnati da Takeshi Honda, il direttore dell'animazione de Il ragazzo e l'airone.

## Posizione nelle classifiche
Il 17 luglio 2023, il giorno della sua uscita, la canzone si piazzò al primo posto su tutti i siti di distribuzione e nella Oricon Daily Digital Singles Chart, con un totale di venticinque titoli per classifiche giornaliere e in tempo reale. Si è anche classificato al primo posto . Il 26 luglio arrivò terza nella Billboard Japan Hot 100 e ancora prima nella Billboard Japan Download Songs. "Spinning Globe" divenne il quattordicesimo singolo di Yonezu ad arrivare in cima nella Oricon Weekly Digital Single battendo il record precedente, tenuto dallo stesso cantante, per il maggior numero di singoli digitali presenti nella lista. Nella Billboard Japan Hot 100 della settimana successiva, annunciata il 2 agosto, la canzone salì al secondo posto, e mantenne sia il primo nella Download Songs e nella Oricon Weekly Digital Single che il secondo nella Hot Animation.

### Classifica settimanale
| Classifica (2023)                     | Posizione massima |
| ------------------------------------- | ----------------- |
| Japan Download Songs (Billboard)      | 1                 |
| Global Excl. U.S (Billboard)          | 143               |
| Japan Hot 100 (Billboard)             | 2                 |
| Japan Hot Animation (Billboard Japan) | 2                 |
| Japan Weekly Singles (Oricon)         | 1                 |
| Japan Hot Animation (Billboard Japan) | 2                 |
| Japan Combined Singles (Oricon)       | 2                 |
| Japan Anime Singles (Oricon)          | 1                 |
| South Korea Download (Circle)         | 147               |

### Classifica mensile
| Classifica (2023)            | Posizione |
| ---------------------------- | --------- |
| Japan (Oricon)               | 7         |
| Japan Anime Singles (Oricon) | 1         |

## Tracce
Musica e testo di Kenshi Yonezu. Arrangiamento di Kenshi Yonezu e Yūta Bandō.
1. Chikyūgi (地球儀?) – 4:33

## Formazione
Musicisti
- Kenshi Yonezu - voce
- Yūta Bandō - pianoforte, basso sintetizzato
- Shun Ishiwaka - strumento
- Masashi Togame - cornamusa

Produzione
- Kenshi Yonezu -  produttore artistico
- Masahito Komori - tecnico del suono
- Randy Merrill - responsabile del mastering